# Promécio
O promécio (homenagem ao titã grego Prometeu) é um elemento químico de símbolo Pm e de número atómico igual a 61 (61 protões e 61 electrões), e massa atómica 145 u. À temperatura ambiente, o promécio encontra-se no estado sólido. Faz parte do grupo das terras raras.
A principal aplicação é como emissor de radiações beta para produzir medidores de espessuras.
A prova da existência do promécio só foi obtida em 1945 por Jacob A. Marinsky, Lawrence E. Glendenin e Charles D. Coryell durante a análise dos subprodutos da fissão do urânio.

## Características principais
O promécio é um leve emissor de partículas betas, porém não emite radiações gama[carece de fontes?]. Porém, pode ocorrer emissão de raios-X quando as partículas beta atingem elementos com números atômicos mais altos. Pouco é conhecido sobre as propriedades químicas e físicas do promécio metálico, porém são semelhantes ao neodímio e samário. O promécio apresenta duas variedades alotrópicas.
Sais deste metal apresentam luminescência na obscuridade com um fulgor azul ou acinzentado pálido devido à sua elevada radioatividade.

## Aplicações
As principais aplicações do promécio são:
- Como fonte de radiações beta para produzir medidores de espessuras muito finas.
- A radiação beta ao incidir sobre o fósforo gera luz. Esta luz, através de fotocélulas, pode ser usada para produzir baterias muito pequenas que convertam a luz em corrente elétrica, com uma vida útil de aproximadamente 5 anos usando o 147-Pm, para serem usadas em pesquisas espaciais.
- os seus sais luminescentes podem ser usados para a produção de ponteiros e mostradores de relógios.
- No futuro, possivelmente como uma fonte portátil de raios-X e de calor para serem usados em sondas espaciais , satélites artificiais, aplicações médicas, e para a produção de lasers para serem usados em comunicação com submarinos, quando submersos.

## História
A existência do promécio primeiramente foi prevista por Bohuslav Brauner em 1902; esta previsão foi confirmada por Henry Moseley em 1914. Diversos grupos reivindicaram ter produzido o elemento, porém não puderam confirmar suas descobertas devido a dificuldade de separar o promécio de outros elementos. A prova da existência do promécio só foi obtida em 1945 por Jacob A. Marinsky, Lawrence E. Glendenin e Charles D. Coryell durante a análise dos subprodutos da fissão do urânio. Entretanto, demasiadamente ocupados com pesquisas relacionadas com projetos de defesa durante a Segunda Guerra Mundial, não anunciaram a descoberta até 1947.
O nome "promécio" para o elemento é proveniente de Prometeu, titã da mitologia grega, que roubou o fogo do céu e o deu à humanidade.
Em 1963, os métodos de cromatografia do tipo troca iônica foram usados para preparar aproximadamente 10 gramas de promécio a partir de rejeitos da fissão de combustíveis nucleares.
Atualmente, o promécio ainda é recuperado dos subprodutos da fissão do urânio, porém pode ser produzido também bombardeando o 146Nd com nêutrons, obtendo-se o 147Nd que decai em 147Pm através de um decaimento beta com meia-vida de 11 dias.
Foi o último dos elementos terras raras descoberto.

## Ocorrência
O promécio não é encontrado de forma natural na terra, porém foi identificado no espectro da estrela HR465 na constelação Andrômeda, e possivelmente na HD 101065 (estrela de Przybylski) e HD 965.

## Compostos
Já foram obtidos mais de 30 compostos de promécio, a maioria coloridos do azul claro ao esverdeado passando por amarelo e róseo. Os principais são:
- Cloretos: PmCl3
- Brometos: PmBr3
- Óxidos: Pm2O3

## Isótopos
38 radioisótopos do promécio foram caracterizados, sendo os mais estáveis: 145Pm com meia-vida de 17,7 anos, 146Pm com meia-vida de 5,53 anos, e 147Pm com meia vida de 2,6234 anos. Todos os demais isótopos radioativos apresentam meias-vidas abaixo de 364 dias, e a maioria destes com meias vidas abaixo de 27 segundos. Este elemento apresenta também 11 isótopos metaestáveis, sendo os mais estáveis: 148Pmm (T½ 41,29 dias), 152Pmm2 (T½ 13,8 minutos) e 152Pmm (T½ 7,52 minutos).
As massas atômicas do promécio variam de 127,9482600 u (128Pm) a 162,9535200 u (163Pm). O primeiro modo de decaimento dos radioisótopos com massas abaixo do mais abundante e mais estável, 145Pm, é a captura eletrônica, e o primeiro modo acima do 145Pm é a emissão beta menos. Os primeiros produtos de decaimento antes do Pm-145 são os isótopos do elemento neodímio, e os após ao Pm-145 são os isótopos do elemento samário.

## Precauções
O manuseio do promécio deve ser efetuado com extremo cuidado devido a sua elevada radioatividade, em particular, ao promécio que pode emitir raios-X durante o seu decaimento beta. A meia-vida do promécio é muito inferior ao do Pl-239.
O promécio não tem nenhum papel biológico.